# Joan Esteve
|  | Per a altres significats, vegeu «Joan Esteve de Besiers». |

Joan Esteve (en llatí: Johannes Stephanus) fou un notari valencià del segle xv. Joan Esteve és conegut, gairebé exclusivament, pel fet de ser l'autor del Liber Elegantiarum. Tret de les dades que el mateix Esteve facilita en el prefaci de la seva referida obra, poca cosa més se'n coneix.
No obstant això, segons un manuscrit conservat a la Biblioteca de Catalunya el 1482 era notari o escrivà del capítol de València.
Segons la dedicatòria del Liber Elegantiarum per part de l'autor al seu amic Ferario Torella (és a dir, el professor de medicina Ferrer Torrella), Joan Esteve, en el seu lleure, gaudia llegint les obres de Virgili, Terenci, Ciceró, Aule Gel·li, Macrobi, Servi i d'altres. Segons afirma, aquestes lectures foren les que li donaren el seu bagatge de llatinitat, que decidí presentar en forma de llibre, reunint les paraules i frases recollides, precedides per seva significació en la seva llengua materna, confegint així el que s'ha considerat el primer diccionari de la llengua catalana.

## Obres
- Liber Elegantiarum.